# Jean Mayodon
Jean Léon Francis Mayodon, né le 29 décembre 1893 à Sèvres et mort le 27 octobre 1967 dans le 13e arrondissement de Paris, est considéré aujourd'hui comme un des plus grands céramistes de son temps.

## Histoire
Fortement inspiré par des arts hindous et persans ainsi que par la danseuse Isadora Duncan, qui le marque avant la guerre de 1914 pour le restant de son œuvre[réf. nécessaire]. il produisit une céramique à décor figuratif, dans le goût antique, caractérisée par la pratique de la faïence stannifère à « feu d’or ». Il réalisa des œuvres monumentales (panneaux décoratifs, sculptures, fontaines, cheminées) d’une qualité irréprochable. Il aménagea lui-même ses fours et parfait ses connaissances en chimie pour réaliser des pièces aux oxydes colorés, parcourues d’un réseau d’or leur conférant un aspect précieux. Il fut sollicité pour de nombreuses commandes officielles.
Originaire de Sèvres, où il vit et travaille dans son atelier personnel presque toute sa vie, Mayodon est nommé, de 1934 à 1939, conseiller artistique à la Manufacture, puis directeur artistique en 1941/1942. Pendant cette courte période, il crée pour la Manufacture plus de quatre-vingt formes de vases. S’il abandonne alors la faïence, son matériau de prédilection, pour la porcelaine, il reste fidèle dans les décors à sa principale source d’inspiration : une Antiquité forte et joyeuse évoquée par des rondes de tritons et de sirènes, de danseuses, de héros et de dieux. La production personnelle de Mayodon comprend aussi des œuvres de grande taille : fontaines, sculptures, panneaux décoratifs…destinées à des demeures de particuliers, à des bâtiments officiels ou à de grands paquebots. Ses œuvres connaissent actuellement un engouement très mérité car il est l’un des plus grands céramistes de son temps.
Enfin, pour le paquebot France, la Compagnie Générale Transatlantique confie à Jean Mayodon la réalisation de la fontaine de la piscine 1re classe. Il est également chargé d'apporter sa touche personnelle à la décoration de l'appartement Normandie (deux sculptures jumelles Sirène et Triton réalisées en céramique vert bronze d'une hauteur de 47 cm).
Les cendres de Jean Mayodon reposent au cimetière du Père-Lachaise. Ses traits nous sont conservés par plusieurs portraits que peignit André Vignoles.
En 2004, l'expert Gérard Landrot lui consacre un ouvrage.
En 2023/2024, une exposition personnelle lui est consacrée à l'orangerie des musées de Sens.